# Hôn nhân cùng giới ở Quintana Roo
Hôn nhân cùng giới được thực hiện và công nhận tại tất cả các đô thị ở bang Quintana Roo của México. Hai cuộc hôn nhân cùng giới đầu tiên xảy ra ở Kantunilkin ở Lázaro Cárdenas vào ngày 28 tháng 11 năm 2011 sau khi Bộ luật Dân sự của tiểu bang không nêu rõ các yêu cầu về giới tính hoặc giới tính đối với hôn nhân. Tuy nhiên, hôn nhân cùng giới trong tương lai đã bị đình chỉ vào tháng 1 năm 2012 sau khi Bộ trưởng Ngoại giao Quintana Roo xem xét. Hai cuộc hôn nhân cùng giới ở bang này đã bị Thống đốc Quintana Roo hủy bỏ vào tháng 4 năm 2012, nhưng những sự hủy bỏ này đã bị Bộ trưởng Ngoại giao đảo ngược vào tháng Năm. Quyết định của Bộ trưởng Ngoại giao cũng cho phép hôn nhân cùng giới trong tương lai được thực hiện tại Quintana Roo.